# LightSail-1
LightSail-1 é um projeto de vela solar desenvolvido pela Sociedade Planetária, uma organização global sem fins lucrativos dedicada à exploração espacial. A nave espacial em forma de pipa, que foi anunciada em 2009, teve uma secção transversal de 32 metros quadrados (340 m²) no total, e foi equipada com orientação eletrônica de diagnóstico. Atualmente LightSail-2 esta no espaço e LightSail-3 deverá ser futuramente construída.